# Gambrinus (trein)
De Gambrinus was een West-Duitse binnenlandse trein voor de verbinding Hamburg - München. De Gambrinus is vernoemd naar de legendarische bierkoning Gambrinus.

## Geschiedenis
In 1953 introduceerde de Deutsche Bundesbahn de Gambrinus met treinnummers F 33/34 op de route München - Würzburg - Keulen - Hamburg - Kiel. In 1957 werd de route aan de noordkant ingekort tot Hamburg-Altona. In 1970 werd de trein omgenummerd in F 125/124, in 1971 in F 122/123. In de winterdienstregeling 1971/72 werd de trein als IC 112/117 in het, toen nieuwe, intercity net opgenomen en aan de noordkant verlengd tot Westerland op Sylt. In 1979 zouden de IC-treinen worden voorzien van 2e klas rijtuigen, terwijl de Gambrinus als zuivere 1e klas trein zou blijven rijden. Net als de andere 1e klas intercities zou de Gambrinus als binnenlandse TEE alleen op werkdagen gaan rijden.

## Trans Europ Express
De Gambrinus kreeg al op 28 mei 1978 de treinnummers TEE 15/14. Op 29 mei 1979 werden de treinnummers gewijzigd in TEE 18/19. De TEE versie van de Gambrinus reed tussen München en Mainz niet over de noordelijke route via Würzburg, maar over de zuidelijke route via Stuttgart en Heidelberg.

### Rollend materieel
De treindienst werd meteen gestart met elektrische tractie met getrokken rijtuigen.

#### Tractie
Als locomotieven is de serie 103 ingezet.

#### Rijtuigen
Als rijtuigen werden de, vanaf 1964 gebouwde vervolgseries type Rheingold ingezet.

### Route en dienstregeling
Vanaf 28 mei 1978 reden gedurende de zomer nog doorgaande rijtuigen mee tot Westerland. Op 29 mei 1979, toen het twee-klassige IC-net van start ging, werd de stop in Mannheim vervangen door een stop in Darmstadt.
| TEE 19 | land      | station                 | km   | TEE 18 |
| ------ | --------- | ----------------------- | ---- | ------ |
| 10:12  | Duitsland | station Hamburg-Altona  | 0    | 19:39  |
| 10:19  | Duitsland | station Hamburg Dammtor | 5    | 19:31  |
| 10:25  | Duitsland | Hamburg Hbf             | 7    | 19:24  |
| 11:25  | Duitsland | Bremen                  | 122  | 18:25  |
| 12:23  | Duitsland | Osnabrück               | 245  | 17:27  |
| 12:49  | Duitsland | Münster                 | 294  | 17:01  |
| 13:26  | Duitsland | Essen                   | 395  | 16:16  |
| 13:49  | Duitsland | Duisburg                | 415  | 16:05  |
| 14:02  | Duitsland | Düsseldorf              | 438  | 15:52  |
| 14:27  | Duitsland | Keulen                  | 478  | 15:28  |
| 14:46  | Duitsland | Bonn                    | 512  | 15:06  |
| 15:20  | Duitsland | Koblenz                 | 571  | 14:35  |
| 16:11  | Duitsland | Mainz Hbf               | 663  | 13:45  |
| 16:31  | Duitsland | Darmstadt               | 735  | 13:22  |
| 17:01  | Duitsland | Heidelberg              | 752  | 12:54  |
| 18:20  | Duitsland | Stuttgart               | 864  | 11:43  |
| 19:15  | Duitsland | Ulm                     | 958  | 10:39  |
| 19:59  | Duitsland | Augsburg                | 1044 | 09:56  |
| 20:30  | Duitsland | München Hbf             | 1106 | 09:26  |

Vanaf 1980 zette de teruggang in, op 1 juni werd nog een extra stop in Gelsenkirchen, tussen Münster en Essen toegevoegd, maar op 28 september volgde een inkorting van de route aan beide zijden, zodat alleen Bremen - Stuttgart overbleef. Op 31 mei 1981 werd het traject aan de noordkant gekort tot Münster, al reden op vrijdag doorgaande rijtuigen naar Hamburg Altona. Op maandag reden deze rijtuigen weer vanaf Hamburg-Altona terug. Vanaf 23 mei 1982 werd niet meer gereden vanuit Münster. Vanuit Dortmund werd toen via Bochum naar Essen gereden. De exploitatie van de Gambrinus is op 27 mei 1983 beëindigd.